# 地球凌日 (火星)

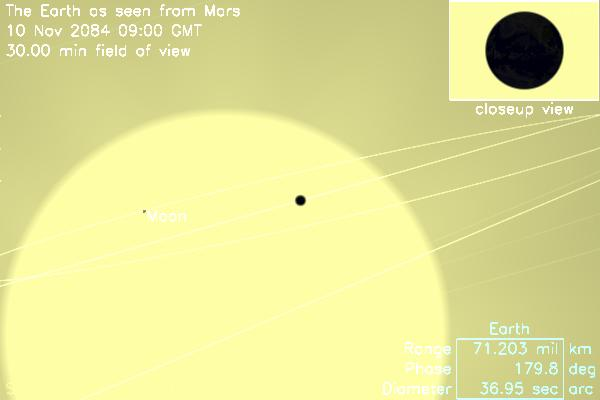
2084年火星上的地球凌日模擬圖

當地球與太陽和火星連成一線，在火星上便可看到地球凌日，在太陽的位置可看到地球的黑點通過。
比起水星和金星凌日，地球凌日會較為有趣，因每次凌日大多可同時看到月球的黑點，但有時則會在其中一個天體凌日後，另一個才開始凌日。例如1800年和將於2394年在火星上出現的地球凌日。
人類從未有踏足火星的記錄，因此沒有人看過地球凌日。下一次凌日將於2084年11月10日發生，屆時如果人類能成功登陸火星，他們將有機會親眼目睹此奇觀。上一次地球凌日發生於1984年5月11日。
1971年，作家亞瑟·克拉克曾編著一部短篇科幻小說名為《地球凌日》，講述一名逃出生天的太空人在火星上觀賞到1984年的地球凌日。該故事於1971年1月號的《花花公子》雜誌首登。
在火星上除可觀測地球凌日外，還可觀測到水星凌日、金星凌日和兩顆衛星造成的日食——火衛一日食和火衛二日食。
火星上每284地球年（151火星年）會發生4次地球凌日，其間隔分別為100.5、79、25.5和79地球年，而地球月份則為5月和11月。
| 火星上的地球凌日 | 火星上的地球凌日       |
| ---------------- | ---------------------- |
| 1595年11月10日   |                        |
| 1621年5月5日     | （页面存档备份，存于） |
| 1700年5月8日     |                        |
| 1800年11月8日    |                        |
| 1879年11月12日   |                        |
| 1905年5月8日     |                        |
| 1984年5月11日    |                        |
| 2084年11月10日   |                        |
| 2163年11月15日   |                        |
| 2189年5月10日    |                        |
| 2268年5月13日    |                        |
| 2368年11月13日   |                        |
| 2394年5月10日    |                        |
| 2447年11月17日   |                        |
| 2473年5月13日    |                        |